# 荀組
荀 組（じゅん そ、258年 - 322年）は、西晋から東晋の人物。字は泰章。本貫は潁川郡潁陰県（現在の河南省許昌市）。後漢の司空荀爽の玄孫であり、父は西晋の司徒荀勗、兄に司空荀藩がいる。

## 生涯
20歳の時、太尉王衍は荀組を見るなり「夷雅にして才識有り」と称賛したという。
はじめ司徒左西属・太子舎人に任じられた。その後、司徒王渾より招聘を受けて従事中郎に任じられ、さらに左長史に昇進した。その後、太子中庶子・滎陽郡太守を歴任した。
永康元年（300年）4月、趙王司馬倫が相国に昇ると、彼は名声を高める事を望み、領内にいる德望の士を選抜した。これにより、荀組は相国右長史に任じられた。永康2年（301年）1月、司馬倫が帝位を簒奪すると、侍中に任じられた。
永安元年（304年）1月、長沙王司馬乂が成都王司馬穎に敗れると、恵帝の命により荀組は散騎常侍閭丘沖と共に司馬穎の下を詣で、その軍を慰労した。
11月、河間王司馬顒配下の将軍張方が長安への遷都を強行すると、荀組は河南尹に任じられた。後に尚書に昇進し、さらに衛尉に移り、成陽県男に封じられ、散騎常侍・中書監を加えられた。次いで司隷校尉に移り、特進・光禄大夫を加えられ、常に帝の傍近くに侍った。
荀藩・荀組の兄弟は高貴にして権勢を有しており、当時天下は大いに乱れていたが、朝廷では権力闘争がくり返されていたので、これを遠回しに批判した。
永嘉5年（311年）5月、再び侍中・領太子太保に任じられたが、拝命する前に漢の襲来により洛陽が陥落した。6月、荀組は荀藩と共に轘轅より逃亡し、陽城に至った。その後、滎陽郡密県において荀藩と共に行台を立てると、州郡に檄を飛ばし、琅邪王司馬睿を盟主に推戴した。7月、大司馬王浚は皇帝僭称を目論み、承制して荀組を司隷校尉に任じた。
永嘉6年（312年）9月、司馬鄴が長安で皇太子に立てられると、荀組は彼の母の兄弟であったので、再び司隷校尉を領し、行豫州刺史に任じられた。また、荀藩と共に滎陽から開封に移った。
建興元年（313年）9月、開封において荀藩が亡くなった。建興2年（314年）2月、詔により荀組は司空・領尚書左僕射に任じられ、司隷校尉は以前のままとなった。さらに、臨潁県公に進封し、その母は太夫人となり、世子には印綬が加えられた。また、荀藩が立てた行台を引き継ぎ、州郡をみな承制した。
建興3年（315年）2月、太尉・領豫州牧に昇進し、仮節を与えられた。
琅邪王司馬睿の承制により、都督司州諸軍事・散騎常侍に任じられ、それ以外の官爵は以前通りであった。さらに尚書令にも任じられたが、上表してこれを辞退した。
建興4年（316年）11月、長安が陥落して西晋が滅亡すると、荀組は天下に檄を飛ばし、共に逆賊を討つよう呼びかけた。
建武元年（317年）6月、荀組は他の官僚と共に司馬睿へ帝位に昇るよう勧めたが、司馬睿は認めなかった。司馬睿は荀組を司徒に任じようと思い、太常賀循に尋ねた。賀循は「組は旧望を有して清高・荘重であり、その忠勤は顕著です。五品に任じ、衆望に符合されますように」とこれに同意した。7月、荀組は司徒に任じられた。
大興元年（318年）4月、荀組は石勒より度々侵攻を受け、次第に自立する事が出来なくなった。その為、許昌を出て配下数百人を従えて長江を渡ると、千の歩兵と百の騎兵をかき集めてこれを纏め上げ、朝廷より追認された。建康に到達すると、詔により太保・録尚書事に任じられ、班剣60人が与えられた。
大興2年（319年）3月、元帝は群臣に命じ、郊祀について議論させた。尚書令刁協らは洛陽に還都してから祭祀を再開するよう主張したが、荀組らは「かつて漢の献帝は許に遷都すると、すぐに郊祀を行いました。どうして洛陽に還らなければならないでしょうか！」と述べると、元帝はこれに同意し、建康城の東南に天を祀る祭壇を築いた。
永昌元年（322年）11月、太尉・領太子太保に任じられたが、拝命する前に亡くなった。享年65。元と諡され、子の荀奕が後を継いだ。